# Robert W. Farquhar
Robert Willard Farquhar (12 de setembre de 1932 - 18 d'octubre de 2015) va ser un especialista estatunienc en disseny de missions que va treballar a la NASA. Va dissenyar òrbites d'halo i va participar en diverses missions de vols espacials.

## Infància i educació
Robert Farquhar va néixer com a Robert Greener el 12 de setembre de 1932 a Chicago, Illinois. El seu pare va marxar quan tenia sis setmanes i la seva mare es va tornar a casar quan tenia tretze anys, casant-se amb Frank Farquhar. Frank va adoptar formalment a Robert quan estava a l'institut, cosa que va provocar que Robert prengués el seu cognom. Va assistir a la Yale Elementary School de Chicago abans de cursar el Parker High School. De nen, Farquhar es va interessar per l'aviació, sovint llegint sobre això i construint models d'avions del seu propi disseny.
Farquhar va assistir breument al Wilson Junior College abans d'incorporar-se a l'exèrcit l'abril de 1951. Va completar l'entrenament bàsic a Fort Knox i l'entrenament de salt amb paracaiguda a Fort Benning abans de ser enviat a Fort Bragg com a part de la 82a Divisió Aerotransportada. A finals de 1952, Farquhar va sol·licitar ser transferit a una divisió que participava en la guerra de Corea, sent desplegada al 187è Regiment d'Infanteria estacionat al Japó. Després d'una formació al Japó, Farquhar va ser convidat a assistir a l'escola de mecanògrafs i es va convertir en mecanògraf de l'empresa, redactant informes, durant algun temps. Un dia, després de l'alliberament d'alguns presos nord-coreans, la divisió de Farquhar va ser traslladada a l'aeròdrom de Kimpo durant un mes. Allà, va estar a primera línia fins a l'alto el foc.
De tornada als Estats Units, Farquhar va assistir al campus del Navy Pier de la Universitat d'Illinois abans de traslladar-se al campus principal de Champaign el 1957. Allà es va decidir per una carrera en vols espacials, acabant el títol de grau en enginyeria aeronàutica el 1959. Es va quedar a la Universitat d'Illinois per obtenir estudis de postgrau abans de sol·licitar i ser acceptat per a un lloc a la Universitat de Califòrnia a Los Angeles. Durant l'estiu després de graduar-se, Farquhar va treballar a la RAND Corporation. Va cursar el màster en enginyeria a la Universitat de Califòrnia. Farquhar va assistir a la Universitat Stanford per obtenir el doctorat en astronàutica que el va obtenir el 1968.

## Carrera
Farquhar va treballar a la NASA durant un total de 23 anys. La seva tesi doctoral sobre punts de libració va constituir les bases de l'òrbita del satèl·lit International Sun-Earth Explorer-3, i posteriorment va desenvolupar una trajectòria que li permetria interceptar el cometa Giacobini–Zinner el 1985, una gesta que va donar lloc a una carta de felicitació del president Ronald Reagan. El 2014, Farquhar va treballar amb un equip que va intentar reposicionar el satèl·lit a la seva òrbita anterior per continuar les mesures científiques.
Mentre treballava al Laboratori de Física Aplicada de la Universitat Johns Hopkins, Farquhar va ser el director de vol de la missió Near Earth Asteroid Rendezvous (NEAR) a 433 Eros, el primer llançament del programa Discovery de la NASA. Va desenvolupar la trajectòria de la sonda espacial CONTOUR, tot i que la sonda va fallar poc després del llançament.
Farquhar també se li atribueix en ser el primer a desenvolupar l'ús d'òrbites d'halo al voltant dels punts de libració, on s'equilibra l'atracció gravitatòria de dos cossos celestes. La missió ISEE-3 va ser la primera que va aprofitar aquest desenvolupament. Rebatejada com a International Cometary Explorer (ICE), la sonda va fer passar un llibre de text per la cua del cometa Giacobini-Zinner l'11 de setembre de 1985. També va ser el primer encarregat de missió de la New Horizons.
Farquhar va morir el 18 d'octubre de 2015, després de tenir complicacions d'una malaltia respiratòria a casa seva a Burke, Virgínia. Tenia 83 anys. L'asteroide Eunòmia 5256 Farquhar va ser nomenat en honor seu.